# Brampton Railway
| Brampton Railway                                  | Brampton Railway     |
| ------------------------------------------------- | -------------------- |
| Eisenbahnbrücke bei Clowsgill Holme nahe Brampton |                      |
| Streckenlänge:                                    | 16 km                |
| Spurweite:                                        | 1435 mm (Normalspur) |
|                                                   |                      |

Die Brampton Railway war eine rund 16 km lange Zweigstrecke in Cumberland und Northumberland, England. Die Linie führte vom Bahnhof Brampton Town nach Lambley an der Alston Line mit drei Stationen im Verlauf: Brampton Junction, Kirkhouse und Halton Lea Gate. Die Strecke schloss mit Abzweigen auch acht Minen in der Region an.

## Geschichte
Die Brampton Railway begann 1775 als ein hölzerner Waggonweg von der Tindall Fell Mine nach Brampton. Sie wurde von Frederick Howard, 5. Earl of Carlisle gebaut. Die Strecke wurde 1798 und 1799 verlängert und 1808 mit Stahlschienen umgebaut. Die Spurweite wurde beim Umbau auf Normalspurweite umgestellt. Ein von Pferden gezogener Personenverkehr wurde 1836 aufgenommen, der einen Anschluss an die Newcastle and Carlisle Railway herstellt. Der Betrieb dieser Bahn wurde 1881 eingestellt. 1836 wurde eine Verbindung zur Newcastle and Carlisle Railway am Bahnhof Brampton Junction hergestellt. Der Anstieg von Kirkhouse nach Hallbankgate war in einem Abschnitt so steill, dass er mit einem schwerkraftgezogenen Zugseilsystem überwunden werden musste. Es gab einen Lokschuppen in Hallbankgate.
Zwischen 1836 und 1840 fuhr die Rocket Lokomotive auf der Strecke. 1852 wurde die Strecke verlängert, um einen Anschluss an die Alston Line in Lambley herzustellen. Die North Eastern Railway übernahm die Strecke 1913. Der Personenverkehr wurde zwischen 1917 und 1920 stetig verringert und schließlich eingestellt. Die London and North Eastern Railway stellte den Güterverkehr auf der Strecke 1923 ein. Die Strecke wurde an die Besitzer der Minen verpachtet, die sie anschloss. 1947 übernahm das National Coal Board die Strecke und die Minen. Doch 1953 wurde die Strecke endgültig geschlossen.
Die Strecke ist unter einer Reihe von Namen bekannt gewesen: Lord Carlisle’s Railway, Tindale Fell Railway, Midgeholme Railway, Hartleyburn and Brampton Railway.